# N'Dri Thérèse Assié-Lumumba
Pour les articles homonymes, voir Lumumba (homonymie).
N'Dri Thérèse Assié-Lumumba est une chercheuse ivoirienne qui étudie la diaspora africaine et l'éducation. Elle est professeure d'études africaines au Collège des arts et des sciences de l'Université Cornell. Elle est également présidente du Conseil mondial des sociétés d'éducation comparée et présidente du Comité consultatif scientifique de l'UNESCO sur la gestion des transformations sociales.

## Enfance et éducation
Assié-Lumumba est née et a grandi en Côte d'Ivoire. Elle a obtenu sa licence à l'Université Lumière Lyon 2, où elle a étudié la sociologie et l'histoire. Elle a déménagé aux États-Unis pour ses études supérieures, où elle a obtenu son doctorat à l'Université de Chicago en 1982. Ses recherches ont porté sur les inégalités sociales en Afrique. En 1991, Assié-Lumumba a déménagé à l'Université Cornell en tant que Fulbright Senior Fellow . 

## Recherche et carrière
Assié-Lumumba étudie la diaspora africaine, les institutions sociales et l'histoire sociale africaine. Elle a passé 2003 en tant que professeure au Centre pour l'étude de la coopération internationale en éducation à l'Université de Hiroshima. 
Elle travaille sur des moyens d'améliorer l'accès à l'université des étudiants des communautés mal desservies. Elle a dit qu'il faudrait plus que des bourses ciblées; mais les étudiants doivent être soutenus dans la façon de réussir une fois qu'ils arrivent à l'université. 
Assié-Lumumba a travaillé avec l'UNESCO pour imaginer à quoi pourrait ressembler la vie après la pandémie de COVID-19 ,. Elle est présidente du comité consultatif scientifique du programme UNESCO Management of Social Transformations (MOST). Dans le cadre de son travail avec l'UNESCO, Assié-Lumumba coordonne les visites régulières des étudiants de l'Université Cornell aux Nations unies, où ils travaillent sur des projets qui réduisent les inégalités entre les sexes dans le monde. En juillet 2020, Assié-Lumumba a été nommée directrice de l'Institut pour le développement de l'Afrique.

## Prix et distinctions
- 2006 : Elue membre de l'Académie mondiale des arts et des sciences (en) [10]
- 2010 : Prix africaniste distingué de l'African(a) Studies Association de l'État de New York [11]
- 2012 : Membre Frank Scruggs de la faculté [12]
- 2017 : New York State African(a) Studies Association Ali A. Mazrui Publication exceptionnelle/Livre et activités éducatives [13]

## Publications (sélection)
- N’Dri T. Thérèse Assié-Lumumba, LES AFRICAINES DANS LA POLITIQUE: 1996, Paris, L’Harmattan, coll. « Point de vue », 1996, 207 p. (ISBN 2-7384-4048-7)
- Kirsi Tirri, Teacher education in the 21st century, IntechOpen, 2 mai 2019 (ISBN 978-1-78923-863-1, DOI 10.5772/intechopen.83437), « The Purposeful Teacher »
- Emefa J. Takyi-Amoako et N’Dri Thérèse Assié-Lumumba, Introduction: Re-visioning Education in Africa—Ubuntu-Inspired Education for Humanity, Cham, Springer International Publishing, 2018, 1–17 p. (ISBN 978-3-319-70042-7, DOI 10.1007/978-3-319-70043-4_1)
- N’Dri T. Assié-Lumumba, Millennium Development in Retrospect: Higher Education and the Gender Factor in Africa's Development Beyond 2015, vol. 58, Cham, Springer International Publishing, coll. « Social Indicators Research Series », 2015, 81–98 p. (ISBN 978-3-319-16165-5, DOI 10.1007/978-3-319-16166-2_6)
- Mujeres en África : educación y poder : el acceso a los estudios superiores, Madrid, Iepala, 2010 (ISBN 978-84-89743-60-1, OCLC 710889055)